# 姬站
姬站（日语：／ Hime eki */?）是位於岐阜縣多治見市姬町一丁目，東海旅客鐵道（JR東海）的太多線車站。

## 歷史
現時的姬站是在改軌距後，位於新線上的第2代車站。在舊線時代，姬治村村內的大字大藪設有大藪口站，大字下切設有姬駅（第一代）。隨著進行改軌距工程，鐵路線遷移至新線，姬站（第一代）廢止。於新線上新設姬站（第二代），位於大字大藪內。在一些文獻中，指出姬站（第二代）是大藪口站遷移至現地後改名而成。
另外，第一代姬站所在地大字下切於後來開設了下切站。

### 年表
- 1918年（大正7年）12月28日 - 於姬治村大字下切開設了東濃鐵道（第一代）（日语：東濃鉄道 (初代)）姬停留場，當時為旅客車站。
- 1919年（大正8年）
  - （5月13日 - 於姬治村大字大藪開設了大藪口停留場。）
  - 3月27日 - 姬停留場升級至車站，開設列車交會設備。開始起卸貨物。
- 1926年（大正15年）9月25日 - 東濃鐵道國有化，成為鐵道省太多線[1]。
- 1928年（昭和3年）10月1日 - 姬站（第一代）廢止[2]。於新線上的姬治村大字大藪開設姬站（第二代）[3]。
- 1959年（昭和34年）10月15日 - 終止貨物起卸業務。
- 1972年（昭和47年）- 車站大樓內的車票販賣服務終止（直至平成年代初期，站前商店還會發售車票）。
- 1987年（昭和62年）4月1日：伴隨國鐵分割民營化，車站由東海旅客鐵道（JR東海）營運。
- 2005年（平成17年）12月20日 - 舊車站大樓解體。
- 2006年（平成18年） - 新車站大樓竣工。
- 2010年（平成22年）3月13日 - 此站開始可以使用IC卡「TOICA」[7]。

## 車站構造

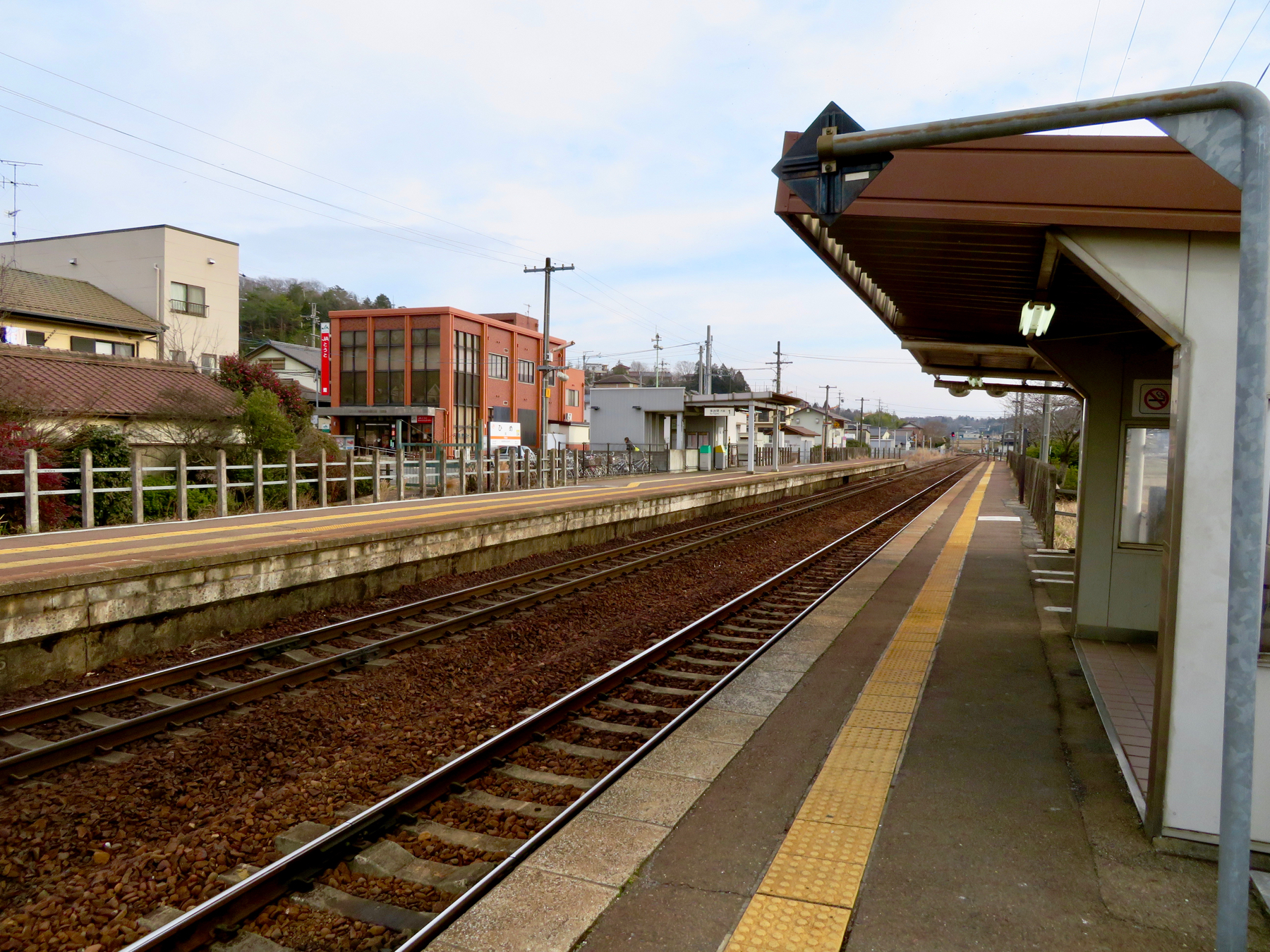
月台（2019年）

車站是一座地面車站，設有2面2線相對式月台。兩月台之間設有站內平交道連接。月台可容納4卡車廂。因此，曾經在太多線上行走的[[中央線 (名古屋地區)#Home Liner|Home Liner太多}}會在此站實行選擇性車門操作。
此站是由多治見站管理的無人車站。車站大樓的出入口只有門框，另外設有斜道無障礙設施。此站設有候車室。

### 月台
| 月台 | 路線   | 上下行 | 方向               |
| ---- | ------ | ------ | ------------------ |
| 1    | 太多線 | 上行   | 多治見方向         |
| 2    | 太多線 | 下行   | 可兒、美濃太田方向 |

## 使用狀況
根據「多治見統計」，以下為此站1日平均乘車人次變化：
| 年度   | 一日平均 乘車人次 |
| ------ | ----------------- |
| 1998年 | 559               |
| 1999年 | 544               |
| 2000年 | 528               |
| 2001年 | 479               |
| 2002年 | 478               |
| 2003年 | 457               |
| 2004年 | 452               |
| 2005年 | 427               |
| 2006年 | 450               |
| 2007年 | 437               |
| 2008年 | 409               |
| 2009年 | 380               |
| 2010年 | 396               |
| 2011年 | 395               |
| 2012年 | 405               |
| 2013年 | 411               |
| 2014年 | 393               |
| 2015年 | 389               |
| 2016年 | 398               |
| 2017年 | 425               |
| 2018年 | 451               |

## 車站周邊
- 多治見市政廳南姬事務所
- 多治見姬郵局
- 多治見市立南姬中學（日语：多治見市立南姫中学校）
- 多治見市立南姬小學

## 相鄰車站
東海旅客鐵道（JR東海）
 太多線
根本（CI05）－姬（CI04）－下切（CI03）

## 注腳
1. 1 2  「鉄道省告示第177号」『官報』1926年9月22日（國立國會圖書館數碼化收藏）
2. 1 2  「鉄道省告示第177号」『官報』1928年8月25日（國立國會圖書館數碼化收藏）
3. 1 2  「鉄道省告示第204号」『官報』1928年09月22日（國立國會圖書館數碼化收藏）
4. ↑  『鉄道停車場一覧. 昭和12年10月1日現在』（國立國會圖書館數碼化收藏）
5. ↑  今尾惠介（監修）.  7 東海. 新潮社. 2008: 41. ISBN 978-4107900258 （日语）.
6. ↑  『停車場一覧. 昭和41年3月現在』（國立國會圖書館數碼化收藏）
7. ↑   (PDF) (新闻稿). 東海旅客鉄道. 2009-12-21  [2020-12-19]. （原始内容存档 (PDF)于2020-12-19） （日语）.
8. 1 2  在站內的標記。詳情參閱JR東海官方網站中各站時間表 （页面存档备份，存于）（截至2015年1月）。